# Macella concolor
Macella concolor là một loài bướm đêm trong họ Noctuidae.